# NGC 3229
NGC 3229 est constitué de trois étoiles situées dans la constellation du Sextant.
L'astronome américain Phillip Sydney Coolidge a enregistré la position de ces étoiles le 31 mars 1802
Note : la base données Simbad, ainsi que le logiciel Aladin qui utilise les données de Simbad, identifie NGC 3229 à la galaxie PGC 30331.